# Campeonato Mundial de Remo de 2007
O Campeonato Mundial de Remo de 2007 foi a 37º edição do Campeonato Mundial de Remo, foi realizado no Canal Olímpico de Oberschleißheim, em Munique, Alemanha.

## Resultados

### Masculino
| Evento                      | Ouro | Prata | Bronze |
| --------------------------- | --- | --- | --- |
| Scull ind. M1X              | Mahe Drysdale · Nova Zelândia · 6:45,67 | Ondřej Synek · Chéquia · 6:46,48 | Olaf Tufte · Noruega · 6:47,58 |
| Doble scull M2X             | Luka Špik · Iztok Čop · Eslovênia · 6:16,65 | Jean-Baptiste Macquet · Adrien Hardy · França · 6:16,93 | Tõnu Endrekson · Jüri Jaanson · Estónia · 6:18,32 |
| Cuatro scull M4X            | Konrad Wasielewski · Marek Kolbowicz · Michał Jeliński · Adam Korol · Polónia · 5:49,42 | Jean-David Bernard · Cédric Berrest · Jonathan Coeffic · Julien Bahain · França · 5:50,95 | Rene Bertram · Karsten Brodowski · Hans Gruhne · Robert Sens · Alemanha · 5:52,40 |
| Dos sin timonel M2-         | Drew Ginn · Duncan Free · Austrália · 6:24,89 | Nathan Twaddle · George Bridgewater · Nova Zelândia · 6:30,19 | Colin Smith · Matthew Langridge · Reino Unido · 6:31,06 |
| Dos con timonel M2+         | Dawid Pacześ · Łukasz Kardas · Daniel Trojanowski (t) · Polónia · 7:00,10 | Francesco Gabriele · Valerio Massimo · Gianluca Barattolo (t) · Itália · 7:01,84 | Kristopher McDaniel · Derek O'Farrell · Brian Price (t) · Canadá · 7:02,94 |
| 4 sin timonel M4-           | Carl Meyer · James Dallinger · Eric Murray · Hamish Bond · Nova Zelândia · 5:54,24 | Carlo Mornati · Alessio Sartori · Niccolo Mornati · Lorenzo Carboncini · Itália · 5:55,15 | Geert Cirkel · Matthijs Vellenga · Jan-Willem Gabriels · Gijs Vermeulen · Países Baixos · 5:55,49                                                                                     |
| 4 con timonel M4+           | Matthew Deakin · Daniel Beery · Samuel Burns · Christopher Liwski · Edmund del Guercio (t) · Estados Unidos · 6:10,36                                                                               | Marko Marjanović · Jovan Popović · Goran Jagar · Nikola Stojić · Saša Mimić (t) · Sérvia · 6:11,17                                                                                              | Florian Menningen · Stephan Koltzk · Philipp Naruhn · Matthias Flach · Martin Sauer (t) · Alemanha · 6:12,49                                                                          |
| 8 con timonel M8+           | Kevin Light · Ben Rutledge · James Byrnes · Jake Wetzel · Malcolm Howard · Dominic Seiterle · Adam Kreek · Kyle Hamilton · Brian Price (t) · Canadá · 5:34,92                                       | Jörg Diessner · Florian Eichner · Ulf Siemes · Jan Tebrügge · Sebastian Schulte · Thorsten Engelmann · Philipp Stüer · Bernd Heidicker · Peter Thiede (t) · Alemanha · 5:37,19                  | Tom James · Tom Stallard · Tom Lucy · Tom Solesbury · Josh West · Richard Egington · Robin Bourne · Alastair Heathcote · Acer Nethercott (t) · Reino Unido · 5:37,95                  |
| Scull ind. ligero LM1X      | Duncan Grant · Nova Zelândia · 6:53,89 | Lorenzo Bertini · Itália · 6:57,43 | Jaap Schouten · Países Baixos · 6:58,81 |
| Doble scull ligero LM2X     | Mads Rasmussen · Rasmus Quist · Dinamarca · 6:24,21 | Dimitrios Mougios · Vasileios Polimeros · Grécia · 6:25,89 | Zac Purchase · Mark Hunter · Reino Unido · 6:26,92 |
| Cuatro scull ligero LM4X    | Leonardo Pettinari · Daniele Gilardoni · Luca Moncada · Daniele Danesin · Itália · 6:01,70 | Remi di Girolamo · Pierre-Étienne Pollez · Maxime Goisset · Fabien Dufour · França · 6:02,94 | Simon Jones · Robert Williams · Chris Bartley · Dave Currie · Reino Unido · 6:03,83                                                                                                   |
| Dos sin timonel ligero LM2- | Andrea Caianiello · Armando Dell'Aquila · Itália · 6:38,00 | Jochen Kühner · Martin Kühner · Alemanha · 6:39,43 | Ross Brown · Michael McBryde · Austrália · 6:42,05 |
| 4 sin timonel ligero LM4-   | Richard Chambers · James Lindsay-Fynn · Paul Mattick · James Clarke · Reino Unido · 6:16,21 | Franck Solforosi · Jérémy Pouge · Jean-Christophe Bette · Fabien Tillet · França · 6:17,43 | Jiří Vlček · Catello Amarante · Salvatore Amitrano · Bruno Mascarenhas · Itália · 6:17,49                                                                                             |
| 8 con timonel ligero LM8+   | Tommy van den Broek · Pieter Bottema · Wolter Blankert · Dennis Beemsterboer · Maarten Tromp · Arnoud Greidanus · Alwin Snijders · Marshall Godschalk · Peter Wiersum (t) · Países Baixos · 5:42,06 | Matthias Schömman-Finck · Jost Schömann-Finck · Martin Rückbrodt · Ole Rückbrodt · Björn Steinfurth · Matthias Veit · Lutz Ackermann · Joel el-Qalqili · Felix Erdmann (t) · Alemanha · 5:44,52 | Luigi Scala · Giorgio Tuccinardi · Livio la Padula · Salvatore di Somma · Michele Savrie · Dario Cerasola · Nicola Moriconi · Fabrizio Gabriele · Andrea Lenzi (t) · Itália · 5:46,33 |

- (t) - timoneiro

### Feminino
| Evento                   | Ouro | Prata | Bronze |
| ------------------------ | --- | --- | --- |
| Scull ind. W1X           | Ekaterina Karsten-Jodotovich · Bielorrússia · 7:26,52 | Rumiana Neikova · Bulgária · 7:27,91 | Michelle Guerette · Estados Unidos · 7:28,48 |
| Doble scull W2X          | Qin Li · Liang Tian · China · 6:54,38 | Georgina Evers-Swindell · Caroline Evers-Swindell · Nova Zelândia · 6:57,72 | Elise Laverick · Anna Bebington · Reino Unido · 6:57,74 |
| Cuatro scull W4X         | Annie Vernon · Debbie Flood · Frances Houghton · Katherine Grainger · Reino Unido · 6:30,81                                                                                   | Kathrin Boron · Manuela Lutze · Britta Opellt · Stephanie Schiller · Alemanha · 6:32,02                                                                                          | Bin Tang · Aihua Xi · Ziwei Jin · Guixin Feng · China · 6:33,91 |
| Dos sin timonel W2-      | Yulia Bichik · Natalia Helaj · Bielorrússia · 7:06,56 | Nicole Zimmermann · Elke Hipler · Alemanha · 7:07,99 | Georgeta Andrunache · Viorica Susanu · Roménia · 7:08,87 |
| 4 sin timonel W4-        | Portia Johnson · Erin Cafaro · Rachel Jeffers · Megan Dirkmaat · Estados Unidos · 6:37,94                                                                                     | Nina Wengert · Nadine Schmutzler · Kerstin Naumann · Silke Günther · Alemanha · 6:40,36                                                                                          | Phoebe Stanley · Katelyn Gray · Emily Martin · Vicky Roberts · Austrália · 6:43,03                                                                                              |
| 8 con timonel W8+        | Brett Sickler · Lindsay Shoop · Anna Goodale · Samantha Magee · Anna Mickelson · Zsuzsana Francia · Carolina Lind · Caryn Davis · Mary Whipple (t) · Estados Unidos · 6:17,20 | Rodica Şerban · Viorica Susanu · Simona Muşat · Ana Maria Apachiţei · Aurica Bărăscu · Ioana Papuc · Georgeta Andrunache · Doina Ignat · Elena Georgescu (t) · Roménia · 6:18,33 | Carla Ashford · Baz Moffat · Alice Freeman · Louisa Reeve · Natasha Howard · Alison Knowles · Katie Greves · Jessica-Jane Eddie · Caroline O'Connor (t) · Reino Unido · 6:19,66 |
| Scull ind. ligero LW1X   | Marit van Eupen · Países Baixos · 7:38,02 | Jennifer Goldsack · Estados Unidos · 7:39,59 | Melanie Kok · Canadá · 7:45,24 |
| Doble scull ligero LW2X  | Amber Halliday · Marguerite Houston · Austrália · 7:07,18 | Sanna Sten · Minna Nieminen · Finlândia · 7:07,41 | Katrin Olsen · Juliane Rasmussen · Dinamarca · Berit Carow · Marie-Louise Dräger · Alemanha · 7:08,97                                                                           |
| Cuatro scull ligero LW4X | Bronwen Watson · Miranda Bennett · Alice McNamara · Tara Kelly · Austrália · 6:35,97                                                                                          | Sophie Hosking · Laura Greenhalgh · Mathilde Pauls · Jane Hall · Reino Unido · 6:38,78                                                                                           | Jing Liu · Jing Jia · Hua Yu · Shimin Ya · China · 6:40,32 |

- (t) - timoneiro

## Quadro de Medalhas
| Ordem | País           | Medalha de ouro | Medalha de prata | Medalha de bronze | Total |
| ----- | -------------- | --------------- | ---------------- | ----------------- | ----- |
| 1     | Nova Zelândia  | 3               | 2                | 0                 | 5     |
| 2     | Estados Unidos | 3               | 1                | 1                 | 5     |
| 3     | Austrália      | 3               | 0                | 2                 | 5     |
| 4     | Itália         | 2               | 3                | 2                 | 7     |
| 5     | Reino Unido    | 2               | 1                | 6                 | 9     |
| 6     | Países Baixos  | 2               | 0                | 2                 | 4     |
| 7     | Bielorrússia   | 2               | 0                | 0                 | 2     |
| 7     | Polónia        | 2               | 0                | 0                 | 2     |
| 9     | Canadá         | 1               | 0                | 2                 | 3     |
| 9     | China          | 1               | 0                | 2                 | 3     |
| 11    | Dinamarca      | 1               | 0                | 1                 | 2     |
| 12    | Eslovênia      | 1               | 0                | 0                 | 1     |
| 13    | Alemanha       | 0               | 6                | 3                 | 9     |
| 14    | França         | 0               | 4                | 0                 | 4     |
| 15    | Roménia        | 0               | 1                | 1                 | 2     |
| 16    | Bulgária       | 0               | 1                | 0                 | 1     |
| 16    | Finlândia      | 0               | 1                | 0                 | 1     |
| 16    | Grécia         | 0               | 1                | 0                 | 1     |
| 16    | Chéquia        | 0               | 1                | 0                 | 1     |
| 16    | Sérvia         | 0               | 1                | 0                 | 1     |
| 20    | Estónia        | 0               | 0                | 1                 | 1     |
| 20    | Noruega        | 0               | 0                | 1                 | 1     |
|       | TOTAL          | 23              | 23               | 24                | 70    |